# Pedicularis neofischeri
Pedicularis neofischeri är en snyltrotsväxtart som beskrevs av Tsoong. Pedicularis neofischeri ingår i släktet spiror, och familjen snyltrotsväxter. Inga underarter finns listade i Catalogue of Life.